# Mount Harrington (berg i Antarktis, lat -72,75, long 168,95)
Mount Harrington är ett berg i Antarktis. Det ligger i Östantarktis. Nya Zeeland gör anspråk på området. Toppen på Mount Harrington är 2 682 meter över havet, eller 383 meter över den omgivande terrängen. Bredden vid basen är 9,2 km.
Terrängen runt Mount Harrington är bergig åt sydost, men åt nordväst är den kuperad. Trakten är obefolkad. Det finns inga samhällen i närheten.